# Prima Categoria 1905
El Campeonato Italiano de Fútbol 1905 fue la octava edición del campeonato de fútbol de más alto nivel en Italia. Juventus ganó su primer scudetto.

## Eliminatorias

### Piamonte
Las preliminares de Piamonte no tuvieron lugar porque el Football Club Torinese, inicialmente inscrito en el torneo, luego se retiró, dejando el acceso a la siguiente ronda a la Juventus.

### Lombardía
Jugados el 12 y 19 de febrero
| Equipo 1 | Agr. | Equipo 2      | Ida | Vuelta |
| -------- | ---- | ------------- | --- | ------ |
| Milan    | 9-10 | U.S. Milanese | 3-3 | 6-7    |

### Liguria
Jugados el 5 y 19 de febrero
| Equipo 1     | Agr. | Equipo 2 | Ida | Vuelta |
| ------------ | ---- | -------- | --- | ------ |
| Andrea Doria | 0-1  | Genoa    | 0-0 | 0-1    |

## Clasificación final
|    | Equipo        | Pts | PJ | PG | PE | PP | GF | GC | +/- | Comentarios |
| -- | ------------- | --- | -- | -- | -- | -- | -- | -- | --- | ----------- |
| 1. | Juventus      | 6   | 4  | 2  | 2  | 0  | 9  | 3  | +6  | Campeón     |
| 2. | Genoa CFC     | 5   | 4  | 1  | 3  | 0  | 7  | 6  | +1  |             |
| 3. | U.S. Milanese | 1   | 4  | 0  | 1  | 3  | 5  | 12 | -7  |             |

|           |
| Campeón   |
| Juventus  |
| 1º título |

### Equipo campeón
Alineación de la Juventus
- Domenico Durante
- Gioacchino Armano
- Oreste Mazzia
- Paul Arnold Walty
- Giovanni Goccione
- Jack Diment
- Alberto Barberis
- Carlo Vittorio Varetti
- Luigi Forlano
- James Squair
- Domenico Donna

Otros futbolistas utilizados:
- Ugo Merio
- Alfredo Ferraris